# Могилёвский областной художественный музей имени П. В. Масленикова
Могилёвский областной художественный музей имени П. В. Масленикова (бел. Магілёўскі абласны мастацкі музей імя П. В. Масленікава) — художественный музей в Могилёве.
Учреждён в соответствии с законом «О музеях и музейных фондах Республики Беларусь», открыт решением исполнительного комитета Могилёвского областного Совета депутатов № 13 от 19 ноября 1990 года. Указом президента Республики Беларусь от 22 января 1996 года музею присвоено имя Павла Масленикова.
Располагается в здании — памятнике архитектуры начала XX века, которое возвели в 1903—1914 годах с чертами модерна, русского стиля и позднего классицизма.

## Архитектура
Двухэтажное Т-образное в плане здание было самым красивым в городе и имело своё водяное отопление, электрическое освещение, телефон. Здание выглядит очень оригинально не только из-за декоративных элементов и росписи, но и за счёт башни и куполов, каждый из которых имеет собственную форму. На первом этаже, имелись помещения с бронированными дверями, где хранились денежные средства банков.
Главный фасад имеет асимметричную композицию, которую подчеркивают 2 боковых ризалита. Один из них завершён аттиком в виде кокошника с лепной розеткой в центре, на которой когда-то размещался герб Могилёвской губернии. Второй выполнен в виде невысокой двухъярусной башни с узкими проёмами, над которой возвышается шатровый купол. Раньше на его фронтоне находился государственный герб Российской империи. Между ризалитами — главный вход, на втором этаже — балкон, над которым стенка декорирована лепным орнаментом. В декоративной отделке широко использованы детали неорусского стиля: кокошники, полуколонки с капителями, розетки и растительный орнамент.

## История

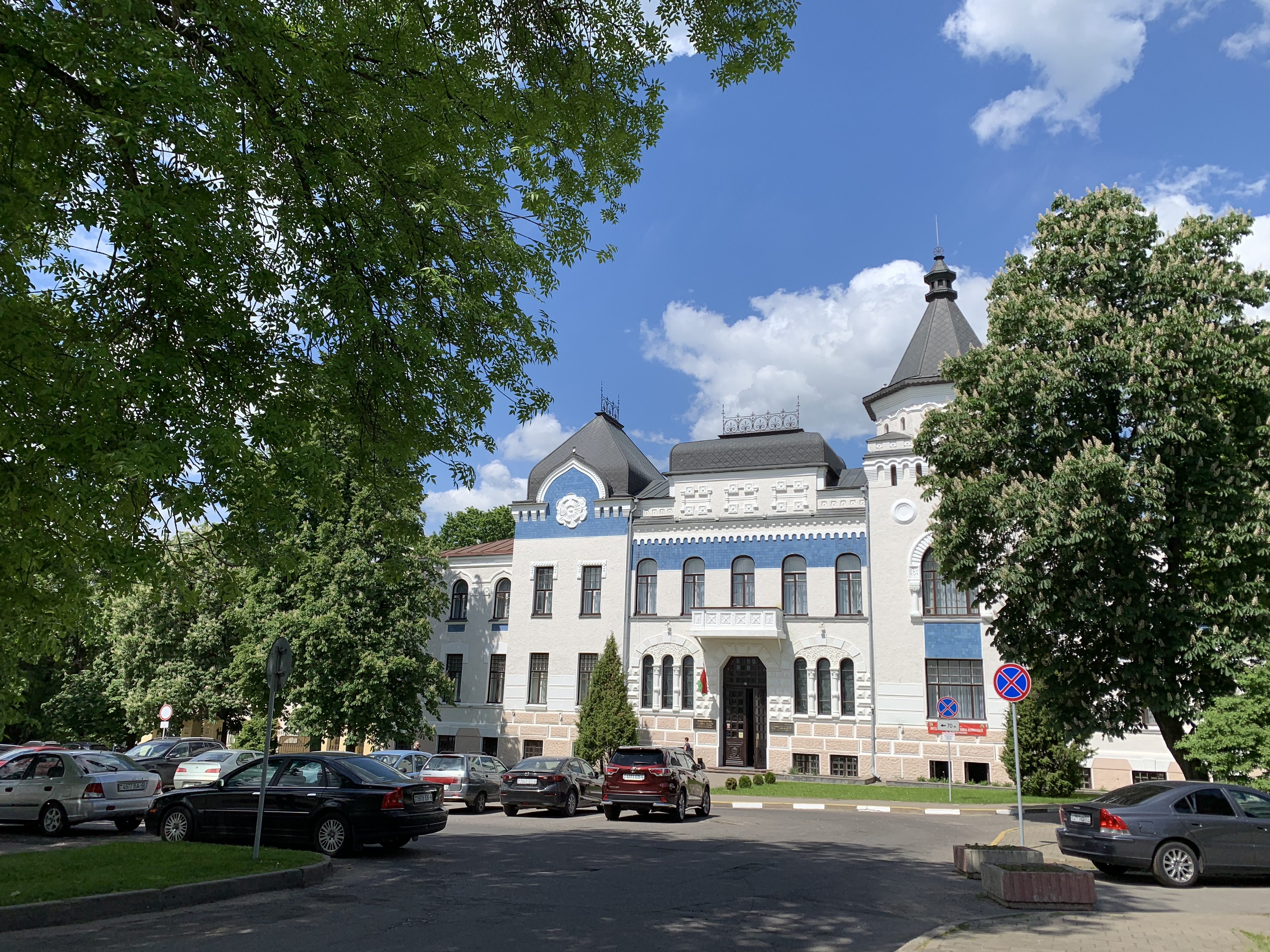
Могилёвский областной художественный музей имени П. В. Масленикова

Изначально в нём находились 2 кредитных учреждения — Крестьянский поземельный банк и Дворянский земельный банк, которые оказывали финансовую помощь, соответственно, крестьянам и дворянам. В ноябре 1917 года, после захвата царской ставки в Могилёве красноармейцами, в здании банка издавалась большевистская газета «Революционная ставка». В 1918 году здесь размещался финотдел губисполкома. В мае 1919 всё здание было передано отделу народного образования для открытия в нем музея пролетарской культуры. С этого времени и в течение 13-ти лет, до мая 1932 года, здесь находился Могилёвский государственный исторический музей.
В 1929 году цокольный этаж здания частично занял архив ЦК КП(б)Б. В несгораемую бронированную комнату-сейф бывшего банка из музеев Минска, Полоцка, Витебска и других исторических мест, оказавшихся вблизи от советско-польской границы, были свезены ценности, являвшиеся национальным достоянием республики. Среди них — крест Евфросинии Полоцкой. Согласно составленному комиссией актом от 22 декабря 1944 года об ущербе, нанесённом Могилёвскому государственному историческому музея в период Великой Отечественной войны гитлеровскими войсками, из музея исчезло большое количество ценностей, которые там хранились. Среди них: коллекция белорусских рукописных книг и грамот (175 единиц); оружие X—XIV веков (280 единиц); монеты (18 тыс. единиц); иконы XVII—XIX веков; булава Сигизмунда III; митра Георгия Конисского (серебро); внимания заслуживает плащаница, которая датируется 1566 годом — работа Анны Палецкой, близкой родственницы жены Ивана Грозного Анастасии Романовны, и многое другое.
С началом Великой Отечественной войны многочисленные ценности из спецхрана бесследно исчезли. По ряду версий они либо потерялись при эвакуации, либо были захвачены немцами. Эта тайна не разгадана до сих пор.
В 1932—1941 годах в здании размещался Могилёвский обком ВКП(б), однако спецхранилище продолжало действовать до начала Великой Отечественной войны.
После освобождения города в 1944 году в нём располагался обком и горком КПСС, а с 1970-х по 1991 годы — редакция газеты «Могилёвская правда».
С 19 ноября 1990 года образован Могилёвский областной художественный музей. В настоящее время коллекция музея состоит из собрания памятников реалистического искусства XVII—XIX веков (140 единиц), коллекции белорусской школы иконописи, произведений художников Могилёвщины: В. Бялыницкого-Бирули, В. Кудревича, А. Бархаткова, В. Громыко, М. Беляницкого, П. Масленикова, Л. Марченко, Н. Федоренко, Ф. Киселева, Г. Кононовой, М. и Г. Таболичей, В. Юрковой, В. Шпартова, В. Рубцова и других.
В 1997 году перед музеем установлен памятник-бюст народному художнику Беларуси Павлу Масленикову. Скульптор — В. Летун, архитектор — В. Чаленко.
Изображение музея содержится на белорусских банкнотах достоинством в 200 000 рублей образца 2000 года и 200 рублей образца 2009 года.

## Филиалы
- Художественный музей имени Витольда Бялыницкого-Бирули в Белыничах[3]

## Награды
- Премия «За духовное Возрождение» (4 января 2003 года)— за активную подвижническую деятельность в гуманитарной области, направленную на развитие прогрессивных художественно-нравственных традиций, способствующих установлению духовных ценностей, идей дружбы и братства между людьми разных национальностей и вероисповеданий[4].